# Пропіленгліколь
Пропіле́нгліко́ль, також 1,2-пропандіол — органічна сполука з формулою C3H8O2  або С3Н6(ОН)2. 
При звичайних умовах безбарвна, майже без запаху, прозора, в'язка з слабким солодким смаком, гігроскопічна рідина. Змішується з водою, ацетоном, і хлороформом.

## Застосування
Аерозолі водних розчинів пропіленгліколю мають бактерицидні властивості, тому пропіленгліколь застосовується для очищення повітря; служить однією з вихідних речовин для отримання лікарських препаратів (ефір пропіленгліколю і сульфаметилфенілкарбамінової кислоти). Складні ефіри пропіленгліколю і саліцилової кислоти або її похідних володіють протилихоманковою, протизапальною і аналгетичною дією. Він входить у протизапальні і бактерицидні склади для лікування захворювань носової порожнини, свищів, сінної лихоманки та ін., а також у склади для загоєння ран після глибоких опіків або дії хімічних продуктів; входить до складу препаратів заспокійливої дії, застосовуваних у ветеринарії.
Пропіленгліколь застосовується як пластифікатор смол, пластичних мас і плівок, вироби з яких мають контакт з харчовими продуктами, для змащування і консервації пакувальних машин в харчовій, фармацевтичній та косметичній промисловості. Як хороший розчинник природних і синтетичних матеріалів, він знайшов широке застосування у фармацевтичній промисловості для приготування різних тинктур, розчинів, для ін'єкцій, мазей і притирань. У косметиці пропіленгліколь використовується для приготування еліксирів, лосьйонів, шампунів, емульсій, паст, кремів, помад і інших препаратів. Використовується як харчовий додаток.
Пропіленгліколь є вихідним матеріалом для одержання ряду сполук; як реакційне середовище в різних синтезах.
В системах опалення та кондиціонування використовують у суміші з водою або самостійно як теплоносій, що не замерзає при низькій температурі.
Використовується як основний складник рідин для паріння (терапевтична альтернатива паління), приблизно навпіл із рослинним гліцерином.